# مسجد بوترا
مسجد بوترا الذي يعرف أيضاً باسم المسجد الأحمر. هو أحد أجمل المساجد في ماليزيا. يقع على بحيرة بوترا جايا الاصطناعية في العاصمة الماليزية كوالالمبور ويتسع لأكثر من 15 ألف مصل، وقد تم الانتهاء من بنائه في العام 1999.
شيد مسجد بوترا ذو القبة زهرية اللون من الجرانيت وردي اللون ويتسع لأكثر من 15 ألف مصلِ في آنٍ واحد. ويُشبه جدار الأساس لهذا المسجد إلى حد بعيد نظيره في مسجد السنة ( بالعاصمة المغربية الرباط ) في المغرب.
يتألف المسجد من ثلاثة أجزاء رئيسية وهي المصلى والصحن بالإضافة إلى بعض المرافق التعليمية وقاعات المناسبات. ويمتاز المصلى بالبساطة والأناقة ويدعمه 12 عمودًا. ويصل ارتفاع أعلى نقطة تحت قبة المسجد إلى 250 قدمًا فوق مستوى سطح الأرض.
أما الصحن بما يحيط به من مناظر مائية زخرفية وما يحده من أروقة فهو يوفر مكانًا رحبًا للصلاة يضفو عليه الجمال ويشجع على إقامة الصلاة بسلام.
ولقد تأثرت مأذنة المسجد الأخاذة في تصميمها بمئذنة مسجد الشيخ عُمر في بغداد. وتعد هذه المئذنة واحدة من أكثر المآذن ارتفاعًا في المنطقة إذ يصل ارتفاعها إلى 116 مترًا وتتألف من خمس طبقات تجسد أركان الإسلام الخمسة.

## انظرأيضًا

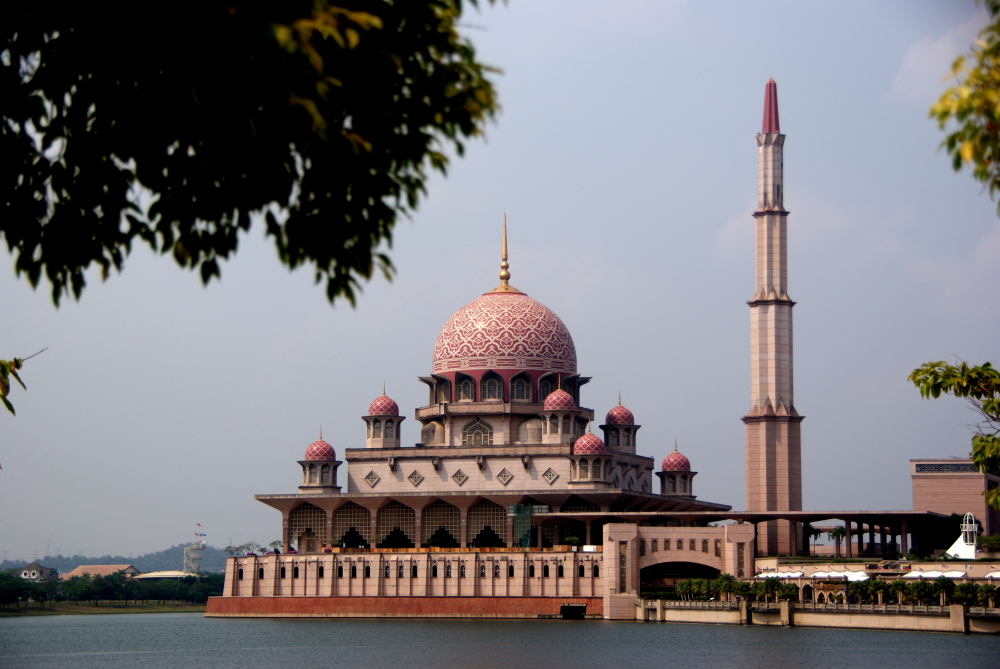
مسجد بوترا

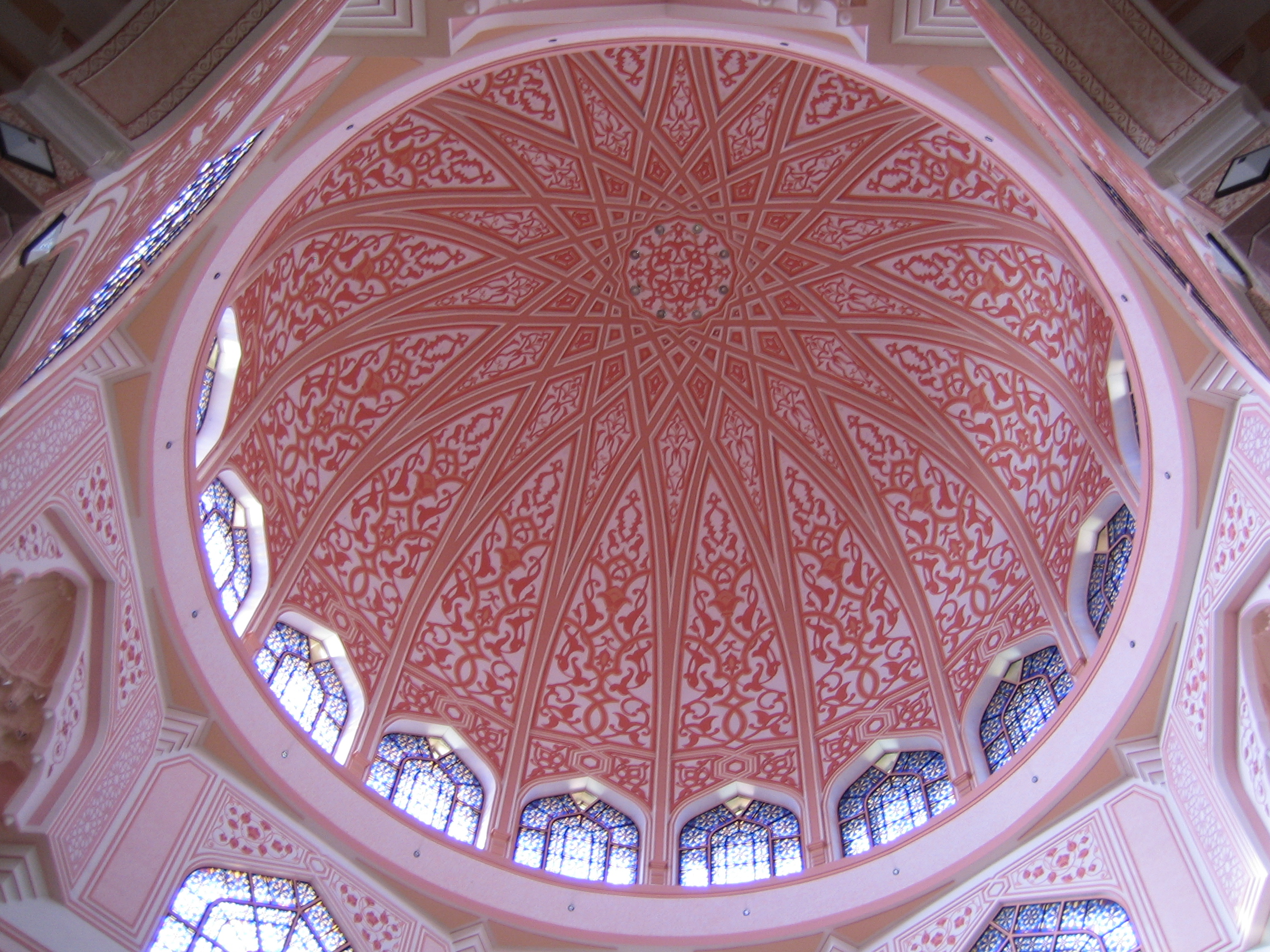
قبة مسجد بوترا

- قائمة أطول المآذن